# Esja UMFK Reykjavík
Esja UMFK Reykjavík  byl islandský klub ledního hokeje z hlavního města Reykjavíku, který byl založený roku 2014 a zanikl v roce 2018. Hrál hokejovou ligu Islandsmot Meistaraflokks a v sezóně 2016/2017 získal svůj jediný titul. Hrával v Reykjavíku v hale Skautahöllin s kapacitou 800 diváků.